# Luuq
Luuq (auch Lūq, Luuk oder Lugh Ganane) ist eine Stadt im Süden Somalias mit 5897 Einwohnern.

## Lage
Sie liegt in der Region Gedo am Fluss Jubba, etwa 50 km entfernt von der – umstrittenen – Grenze zu Äthiopien. Die Fernstraße von Mogadischu zum Grenzort Doolow führt durch Luuq. Am nördlichen Stadtrand liegt die Flugpiste des Flugplatzes Luuq.
Die Ortschaft befindet sich auf der Einschnürung einer Halbinsel, die von einer Schleife des Jubba gebildet wird.

## Persönlichkeiten
Der frühere somalische Präsident und Diktator Siad Barre ist in Luuq/Ganane geboren.